# Diploderma formosgulae
Diploderma formosgulae — вид ігуаноподібних ящірок родини агамових (Agamidae). Ендемік Китаю. Описаний у 2021 році.

## Поширення і екологія
Diploderma formosgulae відомі з типової місцевості, розташованої у верхів'ях річки Цзіньша, в повіті Дечен на північному заході провінції Юньнань, на висоті 2355 м над рівнем моря. Вони живуть в сухих долинах, слабо порослих рослинністю. Ведуть денний спосіб життя, вдень гріються серед каміння і відкритого ґрунту, вночі сплять на гілках кущів.